# Joseph Kwasi Mensah
 (juillet 2023).
Joseph Kwasi Mensah, né le 18 novembre 1962, est un homme politique ghanéen qui est actuellement député de la Circonscription de Nkoranza Nord dans la Region de Bono Est au Ghana,.

## Biographie

### Enfance, formation et débuts
Joseph naît à Manso dans la Region Bono Est au Ghana. Il a eu et réussi son éducation de base en 1975 ce qui lui a permis d'obtenir son certificat de fin d'études secondaires (MSLC) en 1979, le niveau ordinaire en 1989 et le niveau avancé en 1990. ll a ensuite suivi sa formation d'enseignant en 1984, son diplôme en  éducation commerciale (comptabilité et mathématiques) en 1998, son  baccalauréat en éducation,.

### Carrière
Joseph travaille comme auditeur interne municipal du service d'éducation Ghana dans la circonscription Nkoranza Nord,  Region Bono Est au Ghana. Il travaille également en tant que Député(MP) pour la circonscription de Nkoranza Nord dans la Region Bono Est au Ghana,.

### Vie politique
Joseph a contesté et remporté les primaires parlementaires du NDC  pour la circonscription de Nkoranza Nord dans la Region Bono Est  au Ghana. Il a de nouveau remporté les élections générales ghanéennes de 2020sur le ticket du Congrès national démocratique avec 15 124 voix (57,9%) pour rejoindre le Huitième (8ème) Parlement de la Quatrième République du Ghana face à Derrick Oduro (Major Rtd.) du Nouveau parti patriotique qui a obtenu 10 978 voix (42,1 %),,,,.

## Comités
Joseph est membre du comité du comité des membres occupant des postes à but lucratif et également membre du comité des affaires constitutionnelles, juridiques et parlementaires du huitième (8e) parlement de la quatrième République du Ghana.   

## Vie privée
Joseph est un chrétien,.

## Philanthropie
Joseph a fait don de meubles d'une valeur de 75 000 GHC aux écoles élémentaires de sa circonscription dans la Region Bono Est  au Ghana,,. Il a de nouveau fait don d'une grande quantité d' équipement médical à la Direction de la santé du district dans sa circonscription dans la Region Bono Est au Ghana. Joseph Kwasi Mensah a présenté 50 sacs de ciment pour la construction de l'école technique communautaire dans sa circonscription  dans la Region Bono Est  au Ghana,.

## References
1. ↑  (en) « Hon. Joseph Kwasi Mensah presents 50 bags of cement to Dromankese », sur Modern Ghana (consulté le 19 janvier 2022)
2. ↑  (en-GB) « Nkoranza North: Deputy Defence Minister loses to NDC's Kwasi Mensah », sur Graphic Online (consulté le 19 janvier 2022)
3. 1 2 3 4  « Parliament of Ghana », sur www.parliament.gh (consulté le 28 août 2022)
4. 1 2 3  (en-US) « Mensah, Kwasi Joseph », sur Ghana MPS (consulté le 28 août 2022)
5. ↑  (en-GB) « Nkoranza North: Deputy Defence Minister loses to NDC's Kwasi Mensah », sur Graphic Online (consulté le 28 août 2022)
6. ↑  Peace FM, « 2020 Election - Nkoranza North Constituency Results », sur Ghana Elections - Peace FM (consulté le 28 août 2022)
7. ↑  (en-US) Dorcas Abedu-Kennedy, « Regular funeral attendance boosted my victory over NPP’s Derek Oduro– NDC MP-elect », sur Adomonline.com, 9 décembre 2020 (consulté le 28 août 2022)
8. ↑  (en-US) MASAHUDU ANKIILU, « Major Parliamentary Winners and Losers of Ghana Election », sur African Eye Report, 8 décembre 2020 (consulté le 28 août 2022)
9. ↑  (en-GB) « Full list of new MPs entering Ghana’s eighth Parliament », sur myinfo.com.gh, 11 décembre 2020 (consulté le 28 août 2022)
10. ↑  (en) Ezekiel Asare, « Nkoranza North Constituency now working under Hon. Joseph Mensah », sur Modern Ghana (consulté le 28 août 2022)
11. ↑  (en) « Hon. Joseph Kwasi Mensah donates furniture worth GHC75,000 to basic schools in Nkoranza North in 2022 | Education office, Donate furniture, Hon », sur Pinterest (consulté le 28 août 2022)
12. ↑  « WhogLocal », sur whoglocal.com (consulté le 28 août 2022)
13. ↑  (en) « Nkoranza North MP donates medical equipment to District’s Health Directorate », sur Modern Ghana (consulté le 28 août 2022)
14. ↑  (en) « Hon. Joseph Kwasi Mensah presents 50 bags of cement to Dromankese », sur Modern Ghana (consulté le 28 août 2022)
15. ↑  (en) « Hon. Joseph Kwasi Mensah presents 50 bags of cement to Dromankese », sur Ground News (consulté le 28 août 2022)